# Luckiest Man in the World
Luckiest Man in the World è un singolo del gruppo musicale irlandese U2, pubblicato il 22 novembre 2024 come terzo estratto dal album in studio How to Re-Assemble an Atomic Bomb.

## Prima versione
La prima versione della traccia, dal titolo "Mercy", è stata registrata nel 2004 ed è stata eseguita dal vivo durante diversi concerti del tour U2 360° Tour

## Tracce
Testi di Bono, musiche di U2.
1. Luckiest Man in the World – 6:12

## Formazione
- Bono - voce, chitarra
- The Edge - chitarra, cori
- Adam Clayton - basso
- Larry Mullen - batteria, percussioni